# Левандовский, Тадеуш (1944—2021)
Тадеуш Стефан Левандовский (пол. Tadeusz Stefan Lewandowski; 6 января 1944 года, Плугов, Золочевский повят, Тарнопольское воеводство — 10 июля 2021 года, Еленя-Гура) — польский политик, профсоюзный деятель, посол на Сейм I каденции, сенатор IV и VI каденций.

## Биография
Сын Каземира и Стефании. В 1971 году окончил механический техникум, а также курсы метрологии и систем качества. Работал на фабрике бумагообрабатывающих машин в Цеплицах. В 1980 году вступил в независимый самоуправляемый профсоюз «Солидарность». Во время военного положения интернирован с 29 августа 1982 по 8 октября 1982 года. В 1985 году уволен с работы в связи с оппозиционной деятельностью. С 1986 по 2003 год работал в телекоммуникационной компании начальником производственного отдела, а с 2001 года специалистом по качеству. В 2003 году перешел на предпенсионное пособие.
В 1989—1992 годах возглавлял правление района НСПС «Солидарность» в Еленя-Гуре. По профсоюзному списку был избран депутатом Сейма I каденции. В 1994 году избран советником в Еленя-Гуре и назначен заместителем мэра этого города. Также был сенатором IV каденции от Избирательной Акции «Солидарность». В 2001 году безуспешно баллотировался в качестве кандидата от комитета «Блока Сената 2001». Был активным участником общественного движения Избирательной Акции «Солидарность».
В 2005 году снова получил мандат сенатора по списку Права и справедливости в округе Легница. Позже присоединился к этой партии. Безуспешно баллотировался на парламентских выборах 2007 года. В 2010 и 2014 годах был советником Нижнесилезского сеймика. В 2011 году снова безуспешно баллотировался в Сенат, проиграв Юзефу Пиниору. В 2014 году также безуспешно баллотировался в президенты Еленя-Гуры (был третьим из 9 кандидатов). В 2015 году баллотировался по списку «Права и справедливости» в Сейм. В 2018 году не баллотировался на переизбрание на местных выборах.
Был женат, имел двух детей. Похоронен 13 июля 2021 года на кладбище по адресу ул. Крошненьская в Еленя-Гуре.

## Награды
- Офицерский крест ордена Возрождения Польши (2021, посмертно)[9].
- Золотой крест Заслуги (2019)[10].
- Крест Свободы и Солидарности (2013)[11].